# Воскресенская церковь (Чернигов)
Воскресенская церковь — православный храм и памятник архитектуры национального значения в Чернигове.

## История
Церковь построена в 1772—1775 годы на городском кладбище по инициативе и на средства помещицы Екатерины Борковской с отдельно стоящей колокольней, в нижнем ярусе которой была расположена церковь Святого Григория. Церковь построена в стиле позднего барокко с заметным влиянием классицизма. Церковь каменная, однокупольная, квадратная в плане. К центральному объёму с четырёх сторон примыкают прямоугольные притворы, а с восточной стороны — деревянная апсида. Фасады четверика завершены треугольными фронтонами.
После Октябрьской революции церковь закрыли, через её территорию проложили дорогу, которая разделила церковь от колокольни. Во время Второй мировой войны церковь была вновь открыта и действовала до 1970-х годов, будучи при этом кафедральным храмом города. Первоначальный интерьер храма был уничтожен. Богослужения вновь возобновились в 1990-е годы.

### Колокольня
Колокольня Воскресенской церкви возведена в период 1772—1779 годы в стиле позднего барокко при влиянии классицизма и при этом построено в традициях деревянного зодчества Украины. До 2020 года — до реконструкции Ремесленной улицы — была отделена от храма улицей. Каменная, оштукатуренная, тридильная, многоярусная, гранённая в плане колокольня. Восьмерик на восьмерике, увенчанный куполом на невысоком барабане с фонариком и высоким острым шпилем. В верхнем восьмерике имеются оконные проёмы. По формам и отделке напоминает здания архитектора И. Г. Григоровича-Барского. Сохранилась в исконном виде.

### Памятник архитектуры
Постановлением Кабинета Министров УССР от 24.08.1963 № 970 «Про упорядочение дела учёта и охраны памятников архитектуры на территории Украинской ССР» («Про впорядкування справи обліку та охорони пам’ятників архітектури на території Української РСР») присвоен статус памятник архитектуры национального значения с охранным № 822 под названием Воскресенская церковь и колокольня.
Установлена информационная доска.